# Louisville Tennis Championships
I Louisville Tennis Championships, noti come Ford Tennis Championships per motivi di sponsorizzazione, sono stati un torneo professionistico maschile di tennis giocato sul cemento indoor, che faceva parte dell'ATP Challenger Series. Si sono giocati annualmente al Louisville Tennis Club di Louisville nel Kentucky negli USA dal 2006 al 2008.

## Albo d'oro

### Singolare
| Anno | Campione           | Finalista      | Punteggio     |
| ---- | ------------------ | -------------- | ------------- |
| 2008 | Robert Kendrick    | Donald Young   | 6–1, 6–1      |
| 2007 | Matthias Bachinger | Donald Young   | 0–6, 7–5, 6–3 |
| 2006 | Amer Delić         | Stéphane Bohli | 3–6, 6–2, 6–3 |

### Doppio
| Anno | Campioni                      | Finalista                             | Punteggio |
| ---- | ----------------------------- | ------------------------------------- | --------- |
| 2008 | Prakash Amritraj Jesse Levine | Frank Dancevic Dušan Vemić            | 6–3, 7–6  |
| 2007 | John Isner Travis Parrott     | Richard Bloomfield Michael Ryderstedt | 6–4, 6–4  |
| 2006 | Robin Haase Igor Sijsling     | Amer Delić Robert Kendrick            | W/O       |